# Émile Paillard
Pour les articles homonymes, voir Paillard.
Émile Paillard, né le 11 mai 1853 à Yverdon et mort le 13 décembre 1914 dans la même commune, est une personnalité politique suisse, membre de la Gauche Libérale, puis du Parti radical-démocratique dès sa création en 1894. Il est député du canton de Vaud au Conseil national de 1891 à 1902.

## Biographie
Émile Paillard naît le 11 mai 1853 à Yverdon, dans le canton de Vaud. Protestant, originaire de Sainte-Croix, il est le fils de Jean-Louis Paillard, propriétaire d'une fonderie à Yverdon, et de Louise Suzanne Pilloud. Il épouse Marie Laurence Augusta Grandjean.
Il est ouvrier mécanicien et compagnon de 1870 à 1874, puis fondeur dans l'entreprise de son père jusqu'en 1882 avant d'acquérir sa propre fonderie. Il est en parallèle président de la justice de paix du cercle d'Yverdon de 1882 à 1897, préfet d'Yverdon quelques mois en 1902 et directeur, puis président du conseil d'administration de l'usine électrique des Clées. Il est en outre membre du conseil d'administration de la Banque cantonale vaudoise de 1902 à 1913 et président de celui du Crédit yverdonnois.

### Carrière politique
Membre des Radicaux/Gauche Libérale (puis du Parti radical-démocratique dès sa création en 1894), il est syndic d'Yverdon de 1889 à 1902, député au Grand Conseil vaudois de 1901 à 1902 et conseiller national de 1891 à 1902,.